# Chizo
Chizo (Chiso), /ime dolazi od apačkog “chishe” u značenju  'people of the forest' ./ Naziv za grupu nomadskih pustinjskih bandi Concho Indijanaca nekad raširenih po krajevima današnje sjeveroistočne Chihuahue i sjeverozapadne Coahuile u Meksiku kao i na donjem dijelu Big Benda u području Trans-Pecosa u Teksasu. Skupina Chizo obuhvaća bande Chizo, Batayogligla, Chichitame, Guazapayogligla, Osatayogligla, Satapayogligla i Sunigogligla.
Chizo Indijanci smatraju se istočnim skupinama Concha. Planine Chisos Mts. u nacionalnom parku Big Bend dobile su ime po njima.

## Vanjske poveznice
- Chizo Indians
- Chisos :: Grupos Indígenas de Chihuahua